# Tornei di tennis femminili indipendenti nel 1978
Nel 1978 la maggior parte dei tornei di tennis femminili faceva parte del WTA Tour 1978 ma alcuni non erano inseriti in nessuno circuito.

## Calendario

### Gennaio
| Settimana  | Torneo                                                                    | Vincitore                         | Finalista                 | Semifinalisti | Eliminati ai quarti |
| ---------- | ------------------------------------------------------------------------- | --------------------------------- | ------------------------- | ------------- | ------------------- |
| 8 gennaio  | New Zealand Championships 1978 Auckland, Nuova Zelanda Singolare - Doppio | Marilyn Tesch                     | non conosciuta (bandiera) |               |                     |
| 8 gennaio  | New Zealand Championships 1978 Auckland, Nuova Zelanda Singolare - Doppio |                                   |                           |               |                     |
| 8 gennaio  | Heineken Open 1978 Auckland, Nuova Zelanda Singolare - Doppio             | Helena Anliot 6-4 6-3             | Marilyn Tesch             |               |                     |
| 8 gennaio  | Heineken Open 1978 Auckland, Nuova Zelanda Singolare - Doppio             |                                   |                           |               |                     |
| 15 gennaio | Western Australian Open 1978 Perth, Australia Singolare - Doppio          | Amanda Tobin-Dingwall 3-6 6-0 6-3 | Wendy Gilchrist-Paish     |               |                     |
| 15 gennaio | Western Australian Open 1978 Perth, Australia Singolare - Doppio          |                                   |                           |               |                     |

### Febbraio
| Settimana   | Torneo                                                                                  | Vincitore                                  | Finalista                       | Semifinalisti | Eliminati ai quarti |
| ----------- | --------------------------------------------------------------------------------------- | ------------------------------------------ | ------------------------------- | ------------- | ------------------- |
| 5 febbraio  | German Covered Court Championships 1978 Brema, Germania Singolare - Doppio              | Sylvia Hanika 6-0 6-4                      | Heidi Eisterlehner              |               |                     |
| 5 febbraio  | German Covered Court Championships 1978 Brema, Germania Singolare - Doppio              | Katja Ebbinghaus Helga Masthoff 6-1 6-2    | Heidi Eisterlehner Elly Vessies |               |                     |
| 19 febbraio | New South Wales Hard Court Championships 1978 Wagga Wagga, Australia Singolare - Doppio | Kaye Hallam 7-6 6-3                        | Keryn Pratt                     |               |                     |
| 19 febbraio | New South Wales Hard Court Championships 1978 Wagga Wagga, Australia Singolare - Doppio |                                            |                                 |               |                     |
| 13 febbraio | National Amateur Indoor Championships 1978 Salisbury, USA Singolare - Doppio            | Anne Smith 4-6 6-3 6-4                     | Pam Shriver                     |               |                     |
| 13 febbraio | National Amateur Indoor Championships 1978 Salisbury, USA Singolare - Doppio            | Barbara Hallquist Sheila Mclnerney 7-5 6-4 | Judy Acker Felicia Hutnick      |               |                     |
| 24 febbraio | Milan Clay Court Championships 1978 Milano, Italia Singolare - Doppio                   | Hana Mandlíková                            | non conosciuta (bandiera)       |               |                     |
| 24 febbraio | Milan Clay Court Championships 1978 Milano, Italia Singolare - Doppio                   |                                            |                                 |               |                     |

### Marzo
| Settimana | Torneo                                                                                     | Vincitore                                  | Finalista                   | Semifinalisti | Eliminati ai quarti |
| --------- | ------------------------------------------------------------------------------------------ | ------------------------------------------ | --------------------------- | ------------- | ------------------- |
| marzo     | San Luis Potosi International 1978 San Luis Potosi, Messico Terra rossa Singolare - Doppio | Robin Harris                               | Alejandra Vallejo           |               |                     |
| marzo     | San Luis Potosi International 1978 San Luis Potosi, Messico Terra rossa Singolare - Doppio |                                            |                             |               |                     |
| 12 marzo  | Egyptian International Cairo Championships 1978 Il Cairo, Egitto Singolare - Doppio        | Heidi Eisterlehner 5-7 6-2 6-0             | Nathalie Fuchs              |               |                     |
| 12 marzo  | Egyptian International Cairo Championships 1978 Il Cairo, Egitto Singolare - Doppio        |                                            |                             |               |                     |
| 12 marzo  | Torneo di Wynnum 1978 Wynnum, Australia Singolare - Doppio                                 | Paula Kelly 6-3 6-2                        | Linda Cassell               |               |                     |
| 12 marzo  | Torneo di Wynnum 1978 Wynnum, Australia Singolare - Doppio                                 |                                            |                             |               |                     |
| 13 marzo  | South-West Districts Championships 1978 Warrnambool, Australia Singolare - Doppio          | Elizabeth Little                           | Beverly Mance Rae           |               |                     |
| 13 marzo  | South-West Districts Championships 1978 Warrnambool, Australia Singolare - Doppio          |                                            |                             |               |                     |
| 27 marzo  | Riviera Championships 1978 Mentone, Francia Singolare - Doppio                             | Swann 7-6 1-6 6-2                          | Elly Vessies-Appel          |               |                     |
| 27 marzo  | Riviera Championships 1978 Mentone, Francia Singolare - Doppio                             |                                            |                             |               |                     |
| 27 marzo  | Central Queensland Championships 1978 Rockhampton, Australia Singolare - Doppio            | Marilyn Tesch 6-1 6-3                      | K. Stewart                  |               |                     |
| 27 marzo  | Central Queensland Championships 1978 Rockhampton, Australia Singolare - Doppio            |                                            |                             |               |                     |
| 27 marzo  | Darling Downs Championships 1978 Toowoomba, Australia Singolare - Doppio                   | M. Earle 6-4 5-7 10-8                      | Peta Kelly                  |               |                     |
| 27 marzo  | Darling Downs Championships 1978 Toowoomba, Australia Singolare - Doppio                   |                                            |                             |               |                     |
| 28 marzo  | Southport Hard Court Championships 1978 Southport, Gran Bretagna Singolare - Doppio        | Corinne Molesworth 6-7 7-6 6-3             | Annette Coe                 |               |                     |
| 28 marzo  | Southport Hard Court Championships 1978 Southport, Gran Bretagna Singolare - Doppio        | Annette Coe Corinne Molesworth 4-6 6-1 6-3 | Anthea Cooper Fiona Moffitt |               |                     |
| 28 marzo  | Tally Ho! 1978 Birmingham, Gran Bretagna Singolare - Doppio                                | J. Lloyd 6-4 6-2                           | Betty Norman                |               |                     |
| 28 marzo  | Tally Ho! 1978 Birmingham, Gran Bretagna Singolare - Doppio                                | J. Lloyd Betty Norman 6-1 6-1              | Sally Holdsworth Wadsworth  |               |                     |

### Aprile
| Settimana | Torneo                                                                                   | Vincitore                                  | Finalista                         | Semifinalisti | Eliminati ai quarti |
| --------- | ---------------------------------------------------------------------------------------- | ------------------------------------------ | --------------------------------- | ------------- | ------------------- |
| 2 aprile  | WTA Stuart 1978 Stuart, USA Terra rossa Singolare - Doppio                               | Regina Maršíková 1-6 6-3 6-3               | Zenda Liess                       |               |                     |
| 2 aprile  | WTA Stuart 1978 Stuart, USA Terra rossa Singolare - Doppio                               | Helen Gourlay Mona Guerrant 6-1 6-3        | Zenda Liess Renée Richards        |               |                     |
| 2 aprile  | Barcelona Real Club International 1978 Barcellona, Spagna Terra rossa Singolare - Doppio | Gail Lovera 6-1 6-3                        | Vicki Baldovinos                  |               |                     |
| 2 aprile  | Barcelona Real Club International 1978 Barcellona, Spagna Terra rossa Singolare - Doppio |                                            |                                   |               |                     |
| 9 aprile  | Milan International 1978 Milano, Italia Singolare - Doppio                               | Helena Anliot 6-3 5-7 6-4                  | Mariana Simionescu                |               |                     |
| 9 aprile  | Milan International 1978 Milano, Italia Singolare - Doppio                               |                                            |                                   |               |                     |
| 16 aprile | Turin International 1978 Torino, Italia Singolare - Doppio                               | Hana Strachonova 6-1 6-1                   | Sabina Simmonds                   |               |                     |
| 16 aprile | Turin International 1978 Torino, Italia Singolare - Doppio                               |                                            |                                   |               |                     |
| 16 aprile | WTA Monte Carlo 1978 Monte Carlo, Monte Carlo Singolare - Doppio                         | Brigitte Simon 7-5 6-1                     | Gail Sherriff Chanfreau Lovera    |               |                     |
| 16 aprile | WTA Monte Carlo 1978 Monte Carlo, Monte Carlo Singolare - Doppio                         |                                            |                                   |               |                     |
| 16 aprile | Malaysian Open 1978 Kuala Lumpur, Malaysia Singolare - Doppio                            | Chong Soog Yang 7-5 6-2                    | Carol Draper                      |               |                     |
| 16 aprile | Malaysian Open 1978 Kuala Lumpur, Malaysia Singolare - Doppio                            |                                            |                                   |               |                     |
| 22 aprile | Cumberland Hard Court Championships 1978 Hampstead, Gran Bretagna Singolare - Doppio     | Linda Mottram 6-3 6-7 6-2                  | Jackie Fayter-Hough               |               |                     |
| 22 aprile | Cumberland Hard Court Championships 1978 Hampstead, Gran Bretagna Singolare - Doppio     | Jo Durie Anne Hobbs 7-5 6-3                | C. Harrison Debbie Jevans         |               |                     |
| 23 aprile | Nice Lawn Tennis Club Championships 1978 Nizza, Francia Singolare - Doppio               | Brigitte Simon 6-2 4-6 8-6                 | Fiorella Bonicelli                |               |                     |
| 23 aprile | Nice Lawn Tennis Club Championships 1978 Nizza, Francia Singolare - Doppio               | Fiorella Bonicelli Gail Lovera 3-6 6-3 7-5 | Helena Anliot Elvira Weisenberger |               |                     |
| 23 aprile | Cozenza International 1978 Cosenza, Italia Singolare - Doppio                            | Nerida Gregory 6-0 6-4                     | Mary Sawyer                       |               |                     |
| 23 aprile | Cozenza International 1978 Cosenza, Italia Singolare - Doppio                            |                                            |                                   |               |                     |
| 29 aprile | Norwich Tournament 1978 Norwich, Gran Bretagna Singolare - Doppio                        | Jo Durie 6-3 3-6 6-4                       | Kym Ruddell                       |               |                     |
| 29 aprile | Norwich Tournament 1978 Norwich, Gran Bretagna Singolare - Doppio                        | Linda Mottram Kym Ruddell 6-3 1-6 7-5      | C. Harrison Debbie Jevans         |               |                     |
| 30 aprile | Catania Open 1978 Catania, Italia Singolare - Doppio                                     | Elizabeth Ekblom 5-7 6-2 6-1               | Diane Evers                       |               |                     |
| 30 aprile | Catania Open 1978 Catania, Italia Singolare - Doppio                                     |                                            |                                   |               |                     |

### Maggio
| Settimana | Torneo                                                                                | Vincitore                                      | Finalista                    | Semifinalisti | Eliminati ai quarti |
| --------- | ------------------------------------------------------------------------------------- | ---------------------------------------------- | ---------------------------- | ------------- | ------------------- |
| 1º maggio | Maroochy Championships 1978 Nambour, Australia Singolare - Doppio                     | M. Earle 7-5 6-0                               | Janet Fallis                 |               |                     |
| 1º maggio | Maroochy Championships 1978 Nambour, Australia Singolare - Doppio                     |                                                |                              |               |                     |
| 6 maggio  | Paddington Hard Court Championships 1978 Paddington, Gran Bretagna Singolare - Doppio | Linda Mottram Veronica Burton titolo condiviso |                              |               |                     |
| 6 maggio  | Paddington Hard Court Championships 1978 Paddington, Gran Bretagna Singolare - Doppio | Doppio non terminato                           |                              |               |                     |
| 7 maggio  | Campionato Partenopeo 1978 Napoli, Italia Singolare - Doppio                          | Brigitte Simon 6-4 4-6 6-1                     | Daniela Marzano              |               |                     |
| 7 maggio  | Campionato Partenopeo 1978 Napoli, Italia Singolare - Doppio                          |                                                |                              |               |                     |
| 13 maggio | Sutton Hard Court Championships 1978 Sutton, Gran Bretagna Singolare - Doppio         | Linda Mottram 7-6 6-3                          | Belinda Thompson             |               |                     |
| 13 maggio | Sutton Hard Court Championships 1978 Sutton, Gran Bretagna Singolare - Doppio         | C. Harrison Debbie Jevans 6-2 6-3              | Anthea Cooper Linda Geeves   |               |                     |
| 14 maggio | WTA Austrian Open 1978 Vienna, Austria Terra rossa Singolare - Doppio                 | Chris Evert 6–1, 6–1                           | Caroline Stoll               |               |                     |
| 14 maggio | WTA Austrian Open 1978 Vienna, Austria Terra rossa Singolare - Doppio                 | Dianne Fromholtz Marise Kruger 3–6, 6–4, 6–1   | Ilana Kloss Betty-Ann Stuart |               |                     |
| 14 maggio | Rom Ellesse Championships 1978 Roma, Italia Singolare - Doppio                        | Marjorie Blackwood 6-1 0-6 7-5                 | Sabina Simmonds              |               |                     |
| 14 maggio | Rom Ellesse Championships 1978 Roma, Italia Singolare - Doppio                        |                                                |                              |               |                     |
| 14 maggio | Southern Californian Sectionals 1978 Los Angeles, USA Singolare - Doppio              | Stacy Margolin 1-6 6-3 6-4                     | Tracy Austin                 |               |                     |
| 14 maggio | Southern Californian Sectionals 1978 Los Angeles, USA Singolare - Doppio              | Barbara Hallquist Sheila Mclnerney 6-1 7-5     | Lea Antonoplis Brown         |               |                     |
| 21 maggio | Alabama Open 1978 Alabama, USA Singolare - Doppio                                     | Carrie Meyer 7-5 6-4                           | Zenda Liess                  |               |                     |
| 21 maggio | Alabama Open 1978 Alabama, USA Singolare - Doppio                                     | Zenda Liess Carrie Meyer 6-1 7-5               | Sue Stap Jan Mauldin         |               |                     |
| 21 maggio | Surrey Hard Court Championships 1978 Guildford, Gran Bretagna Singolare - Doppio      | Linda Mottram 7-5 2-6 7-5                      | Pamela Bailey                |               |                     |
| 21 maggio | Surrey Hard Court Championships 1978 Guildford, Gran Bretagna Singolare - Doppio      | Sally Chapman C Murphy 7-5 6-4                 | Sammel Wilkins               |               |                     |
| 27 maggio | West of Scotland Championships 1978 Glasgow, Gran Bretagna Singolare - Doppio         | C. Murphy 4-6 6-2 6-4                          | Keryn Pratt                  |               |                     |
| 27 maggio | West of Scotland Championships 1978 Glasgow, Gran Bretagna Singolare - Doppio         | Pamela Bailey Karen Gulley 6-2 6-2             | Keryn Pratt Carol Draper     |               |                     |
| 28 maggio | Arkansas Classic 1978 Little Rock, USA Singolare - Doppio                             | Carrie Meyer 7-6 3-6 6-3                       | Zenda Liess                  |               |                     |
| 28 maggio | Arkansas Classic 1978 Little Rock, USA Singolare - Doppio                             | Zenda Liess Carrie Meyer 6-0 1-6 6-3           | Wendy McColskey Bunny Smith  |               |                     |
| 28 maggio | Surrey Grass Court Championships 1978 Surbiton, Gran Bretagna Erba Singolare - Doppio | Evonne Goolagong Cawley 6-1 6-1                | Winnie Shaw                  |               |                     |
| 28 maggio | Surrey Grass Court Championships 1978 Surbiton, Gran Bretagna Erba Singolare - Doppio | Winnie Shaw Leslie Charles 6-2 6-4             | C. Harrison Debbie Jevans    |               |                     |

### Giugno
| Settimana | Torneo                                                                       | Vincitore                                  | Finalista                     | Semifinalisti | Eliminati ai quarti |
| --------- | ---------------------------------------------------------------------------- | ------------------------------------------ | ----------------------------- | ------------- | ------------------- |
| 1º giugno | United Missouri Bank Classic 1978 Kansas City, USA Singolare - Doppio        | Barbara Jordan 6-3 7-6                     | Kathy Jordan                  |               |                     |
| 1º giugno | United Missouri Bank Classic 1978 Kansas City, USA Singolare - Doppio        |                                            |                               |               |                     |
| 4 giugno  | Southern Championships 1978 Greenville, USA Singolare - Doppio               | Zenda Liess 6-1 6-2                        | Karen Dawson                  |               |                     |
| 4 giugno  | Southern Championships 1978 Greenville, USA Singolare - Doppio               | Zenda Liess Bunny Smith 6-1 6-2            | Karen Dawson Kaye Hallam      |               |                     |
| 10 giugno | Northern Championships 1978 Manchester, Gran Bretagna Singolare - Doppio     | Anne Hobbs 6-3 6-4                         | Corinne Molesworth            |               |                     |
| 10 giugno | Northern Championships 1978 Manchester, Gran Bretagna Singolare - Doppio     | Clare Harrison Deborah Jevans 2-6 6-4 6-3  | Anne Hobbs Corinne Molesworth |               |                     |
| 11 giugno | Kent Championships 1978 Beckenham, Gran Bretagna Erba Singolare - Doppio     | Evonne Goolagong Cawley 6-4 6-2            | Laura DuPont                  |               |                     |
| 11 giugno | Kent Championships 1978 Beckenham, Gran Bretagna Erba Singolare - Doppio     | Laura Dupont Sharon Walsh 6-3 6-1          | Lele Forood Raquel Giscafré   |               |                     |
| 18 giugno | Merseyside Tournament 1978 Merseyside, Gran Bretagna Erba Singolare - Doppio | Anne Hobbs 6-3 6-3                         | Wendy Gilchrist-Paish         |               |                     |
| 18 giugno | Merseyside Tournament 1978 Merseyside, Gran Bretagna Erba Singolare - Doppio | Wilkens Gwynn Sammel 4-6 6-4 6-2           | Sally Chapman Perry           |               |                     |
| 25 giugno | Oklahoma City Open 1978 Oklahoma City, USA Singolare - Doppio                | Zenda Liess 6-3 6-4                        | Rita Agassi                   |               |                     |
| 25 giugno | Oklahoma City Open 1978 Oklahoma City, USA Singolare - Doppio                | Felicia Hutnick Kay McDaniel 4-6, 7-6, 6-3 | Zenda Liess Bunny Smith       |               |                     |

### Luglio
| Settimana | Torneo                                                                                      | Vincitore                                 | Finalista                        | Semifinalisti | Eliminati ai quarti |
| --------- | ------------------------------------------------------------------------------------------- | ----------------------------------------- | -------------------------------- | ------------- | ------------------- |
| luglio    | Soviet Championships 1978 , Unione Sovietica Terra rossa Singolare - Doppio                 | Natalia Chmyreva 6-4 1-6 8-6              | Elena Granaturovna               |               |                     |
| luglio    | Soviet Championships 1978 , Unione Sovietica Terra rossa Singolare - Doppio                 | Elena Eliseenko Natasha Chymreva 6-0 6-4  | Elena Granaturova Marina Krošina |               |                     |
| luglio    | Soviet Championships 1978 , Unione Sovietica Terra rossa Singolare - Doppio                 | Doppio misto: E. Emets Yuri Filev 7-5 6-3 | Evgenia Biryukova Ramiz Akhmerov |               |                     |
| 2 luglio  | Tulsa Clay Court Championships 1978 Tulsa, USA Terra rossa Singolare - Doppio               | Jean Hepner 6-2 6-3                       | Julie Hanrahan                   |               |                     |
| 2 luglio  | Tulsa Clay Court Championships 1978 Tulsa, USA Terra rossa Singolare - Doppio               | Tina Mochizuki Rita Agassi 6-3 6-1        | Julie Hanrahan Joyce Portman     |               |                     |
| 9 luglio  | Torneo di Travemünde 1978 Travemünde, Germania Singolare - Doppio                           | Iris Riedel 7-5 6-1                       | Katja Ebbinghaus                 |               |                     |
| 9 luglio  | Torneo di Travemünde 1978 Travemünde, Germania Singolare - Doppio                           |                                           |                                  |               |                     |
| 15 luglio | Irish Open 1978 Dublino, Irlanda Terra rossa Singolare - Doppio                             | Mary Sawyer 6-4 6-4                       | Pam Whytcross                    |               |                     |
| 15 luglio | Irish Open 1978 Dublino, Irlanda Terra rossa Singolare - Doppio                             | Chris Newton Pam Whytcross 6-4 6-3        | Sue Saliba Mary Sawyer           |               |                     |
| 15 luglio | Scottish Championships 1978 Edimburgo, Gran Bretagna Singolare - Doppio                     | Carrie Meyer 6-3 8-9 6-3                  | Sandy Collins                    |               |                     |
| 15 luglio | Scottish Championships 1978 Edimburgo, Gran Bretagna Singolare - Doppio                     | Judy Chaloner Jackie Fayter 6-2 6-3       | Nerida Gregory Svoboda           |               |                     |
| 16 luglio | WTA Swiss Open 1978 Gstaad, Svizzera Terra rossa Singolare - Doppio                         | Virginia Ruzici 6-2 6-2                   | Petra Delhees Jauch              |               |                     |
| 16 luglio | WTA Swiss Open 1978 Gstaad, Svizzera Terra rossa Singolare - Doppio                         | Barbara Jordan Betsy Nagelsen 6-4 6-3     | Lea Antonoplis Diane Evers       |               |                     |
| 22 luglio | Essex Championships 1978 Frinton, Gran Bretagna Singolare - Doppio                          | Corinne Molesworth 6-3 7-6                | Ann Haydon Jones                 |               |                     |
| 22 luglio | Essex Championships 1978 Frinton, Gran Bretagna Singolare - Doppio                          | Jill Cottrell J. Willson 7-6 4-6 6-4      | Annette Coe Corinne Molesworth   |               |                     |
| 22 luglio | Swedish Open 1978 Båstad, Svezia Terra rossa Singolare - Doppio                             | Elly Vessies-Appel 6-2 6-4                | Sylvia Hanika                    |               |                     |
| 22 luglio | Swedish Open 1978 Båstad, Svezia Terra rossa Singolare - Doppio                             | Betsy Nagelsen Renáta Tomanová 6-1 6-3    | Nina Bohm Elizabeth Ekblom       |               |                     |
| 23 luglio | Czechoslovakian International Championships 1978 Ostrava, Cecoslovacchia Singolare - Doppio | Regina Maršíková                          | non conosciuta (bandiera)        |               |                     |
| 23 luglio | Czechoslovakian International Championships 1978 Ostrava, Cecoslovacchia Singolare - Doppio |                                           |                                  |               |                     |
| 23 luglio | Mid West Journal Open 1978 Sioux City, USA Singolare - Doppio                               | Rita Agassi 6-3 6-4                       | Stacy Bowman                     |               |                     |
| 23 luglio | Mid West Journal Open 1978 Sioux City, USA Singolare - Doppio                               | Cindy Ursich Stacy Bowman 6-7 6-2 6-3     | Kim Sands Jodi Applebaum         |               |                     |
| 30 luglio | WTA Austrian Open 1978 Kitzbühel, Austria Terra rossa Singolare - Doppio                    | Virginia Ruzici 6-4 6-3                   | Sylvia Hanika                    |               |                     |
| 30 luglio | WTA Austrian Open 1978 Kitzbühel, Austria Terra rossa Singolare - Doppio                    | Virginia Ruzici Renáta Tomanová 7-5 6-2   | Regina Maršíková Florența Mihai  |               |                     |
| 24 luglio | Mid-America Open 1978 Saint Joseph, USA Singolare - Doppio                                  | Barbara Hambridge 6-2 6-2                 | Judy Hanrahan                    |               |                     |
| 24 luglio | Mid-America Open 1978 Saint Joseph, USA Singolare - Doppio                                  | Robin Harris Barbara Hambridge 6-3 6-4    | Helen Park Lisa Doherty          |               |                     |

### Agosto
| Settimana | Torneo                                                                               | Vincitore                                        | Finalista                      | Semifinalisti | Eliminati ai quarti |
| --------- | ------------------------------------------------------------------------------------ | ------------------------------------------------ | ------------------------------ | ------------- | ------------------- |
| agosto    | European Amateur Championships 1978 Brașov, Romania Terra rossa Singolare - Doppio   | Virginia Ruzici 6-4 6-2                          | Renáta Tomanová                |               |                     |
| agosto    | European Amateur Championships 1978 Brașov, Romania Terra rossa Singolare - Doppio   |                                                  |                                |               |                     |
| 5 agosto  | Northumberland Championships 1978 Newcastle, Gran Bretagna Singolare - Doppio        | Winnie Wooldridge 6-4 6-4                        | Ann Jones                      |               |                     |
| 5 agosto  | Northumberland Championships 1978 Newcastle, Gran Bretagna Singolare - Doppio        | Ann Jones Winnie Wooldridge 6-3 6-2              | Annette Coe Corinne Molesworth |               |                     |
| 6 agosto  | Missouri Valley Championships 1978 (USTA Kansas) Kansas City, USA Singolare - Doppio | Barbara Jordan 6-3 7-6                           | Kathy Jordan                   |               |                     |
| 6 agosto  | Missouri Valley Championships 1978 (USTA Kansas) Kansas City, USA Singolare - Doppio | Barbara Hallquist Sheila McInerney 4-6, 7-6, 6-3 | Stacie Bowman Cindy Ursich     |               |                     |

### Settembre
| Settimana    | Torneo                                                                                           | Vincitore                   | Finalista                 | Semifinalisti | Eliminati ai quarti |
| ------------ | ------------------------------------------------------------------------------------------------ | --------------------------- | ------------------------- | ------------- | ------------------- |
| 3 settembre  | Sydney Metropolitan Hard Court Championships 1978 Sydney, Australia Singolare - Doppio           | Jan Wilton 6-1 6-3          | G. Phillips               |               |                     |
| 3 settembre  | Sydney Metropolitan Hard Court Championships 1978 Sydney, Australia Singolare - Doppio           |                             |                           |               |                     |
| 10 settembre | South Queensland Championships 1978 Ipswich, Australia Singolare - Doppio                        | Linda Cassell 6-2 1-6 6-4   | M. Cheney                 |               |                     |
| 10 settembre | South Queensland Championships 1978 Ipswich, Australia Singolare - Doppio                        |                             |                           |               |                     |
| 24 settembre | British Hard Court Championships 1978 Bournemouth, Gran Bretagna Terra grigia Singolare - Doppio | Iris Riedel-Kuhn 6-2 6-1    | Belinda Thompson          |               |                     |
| 24 settembre | British Hard Court Championships 1978 Bournemouth, Gran Bretagna Terra grigia Singolare - Doppio | Jo Durie Anne Hobbs 6-2 9-8 | Lesley Charles Sue Mappin |               |                     |

### Ottobre
| Settimana  | Torneo                                                                              | Vincitore                                                        | Finalista         | Semifinalisti | Eliminati ai quarti |
| ---------- | ----------------------------------------------------------------------------------- | ---------------------------------------------------------------- | ----------------- | ------------- | ------------------- |
| 2 ottobre  | Riverina Championships 1978 Wagga Wagga, Australia Singolare - Doppio               | Pat Coleman 6-4 6-2                                              | Michelle Berrigan |               |                     |
| 2 ottobre  | Riverina Championships 1978 Wagga Wagga, Australia Singolare - Doppio               |                                                                  |                   |               |                     |
| 15 ottobre | Barcelona Ladies Open 1978 Barcellona, Spagna Singolare                             | Hana Mandlíková 6-1 5-7 6-3                                      | Sabina Simmonds   |               |                     |
| 15 ottobre | Barcelona Ladies Open 1978 Barcellona, Spagna Singolare                             |                                                                  |                   |               |                     |
| 29 ottobre | Japan Open Tennis Championships 1978 Tokyo, Giappone Terra rossa Singolare - Doppio | Ann Kiyomura 6-4 6-3                                             | Sone Yonezawa     |               |                     |
| 29 ottobre | Japan Open Tennis Championships 1978 Tokyo, Giappone Terra rossa Singolare - Doppio | Pat Bostrom Kym Ruddell Ann Kiyomura Naoko Satō titolo condiviso |                   |               |                     |
| 29 ottobre | South Coast Championships 1978 Southport, Australia Singolare - Doppio              | Linda Cassell 3-6 6-3 6-3                                        | Robyn Knobel      |               |                     |
| 29 ottobre | South Coast Championships 1978 Southport, Australia Singolare - Doppio              |                                                                  |                   |               |                     |

### Novembre
| Settimana   | Torneo                                                                                | Vincitore                                     | Finalista                    | Semifinalisti | Eliminati ai quarti |
| ----------- | ------------------------------------------------------------------------------------- | --------------------------------------------- | ---------------------------- | ------------- | ------------------- |
| novembre    | Natal Open 1978 Durban, Sudafrica Singolare - Doppio                                  | Alison McMillan 7-5 6-2                       | Elizabeth Vlotman            |               |                     |
| novembre    | Natal Open 1978 Durban, Sudafrica Singolare - Doppio                                  |                                               |                              |               |                     |
| 5 novembre  | River Plate Championships 1978 Buenos Aires, Argentina Terra rossa Singolare - Doppio | Caroline Stoll 6-3 6-2                        | Emilse Raponi                |               |                     |
| 5 novembre  | River Plate Championships 1978 Buenos Aires, Argentina Terra rossa Singolare - Doppio | Françoise Dürr Valerie Ziegenfuss 1-6 6-4 6-3 | LauraDuPont Regina Maršíková |               |                     |
| 26 novembre | Borden Classic 1978 Tokyo, Giappone Cemento indoor Singolare - Doppio                 | Tracy Austin 6-1 6-1                          | Martina Navrátilová          |               |                     |
| 26 novembre | Borden Classic 1978 Tokyo, Giappone Cemento indoor Singolare - Doppio                 | Martina Navrátilová Betty Stöve 4-6, 7-6, 6-3 | Tracy Austin Kathy May Fritz |               |                     |
| 26 novembre | New Zealand International Colgate 1978 Auckland, Nuova Zelanda Singolare - Doppio     | Regina Maršíková 6-2 6-1                      | Sylvia Hanika                |               |                     |
| 26 novembre | New Zealand International Colgate 1978 Auckland, Nuova Zelanda Singolare - Doppio     |                                               |                              |               |                     |
| 26 novembre | Queensland Open 1978 Brisbane, Australia Erba Singolare - Doppio                      | Sue Barker 6-1 6-3                            | Chris O'Neil                 |               |                     |
| 26 novembre | Queensland Open 1978 Brisbane, Australia Erba Singolare - Doppio                      | Tine Zwaan Elly Vessies 7-5 6-2               | Sue Barker Wendy Paish       |               |                     |

### Dicembre
| Settimana   | Torneo                                                                           | Vincitore                                         | Finalista           | Semifinalisti | Eliminati ai quarti |
| ----------- | -------------------------------------------------------------------------------- | ------------------------------------------------- | ------------------- | ------------- | ------------------- |
| dicembre    | Eastern Province Championships 1978 Port Elizabeth, Sudafrica Singolare - Doppio | Barbara Hambridge 6-1 6-0                         | Rita Agassi         |               |                     |
| dicembre    | Eastern Province Championships 1978 Port Elizabeth, Sudafrica Singolare - Doppio |                                                   |                     |               |                     |
| dicembre    | OFS Championships 1978 Bloemfontein, Sudafrica Singolare - Doppio                | Lesley Charles Elizabeth Vlotman titolo condiviso |                     |               |                     |
| dicembre    | OFS Championships 1978 Bloemfontein, Sudafrica Singolare - Doppio                |                                                   |                     |               |                     |
| dicembre    | Western Province Championships 1978 Città del Capo, Sudafrica Singolare - Doppio | Lesley Charles 6-3 6-4                            | Rita Agassi         |               |                     |
| dicembre    | Western Province Championships 1978 Città del Capo, Sudafrica Singolare - Doppio |                                                   |                     |               |                     |
| 3 dicembre  | South African Open 1978 Johannesburg, Sudafrica Singolare - Doppio               | Brigette Cuypers 6-1 6-0                          | Linda Siegel        |               |                     |
| 3 dicembre  | South African Open 1978 Johannesburg, Sudafrica Singolare - Doppio               |                                                   |                     |               |                     |
| 17 dicembre | Lion's Cup 1978 Tokyo, Giappone Cemento indoor Singolare                         | Chris Evert 7-5 6-2                               | Martina Navrátilová |               |                     |